# Batman: Cacophony
Batman: Cacophony — ограниченная серия комиксов о Бэтмене, состоящая из трёх выпусков. Серия была написана Кевином Смитом и нарисована Уолтом Фланаганом, выходила с ноября 2008 года по март 2009 года из-за задержки с выходом третьего номера.
В комиксе Бэтмен пытается остановить борьбу за сферу влияния над наркотиками между Джокером и криминальным лордом Макси Зевсом. Также здесь впервые появился новый злодей — Ономатопея.

## История создания
Кевин Смит решил объединить в этой серии таких выдающихся злодеев как Ономатопея, Макси Зевс, Джокер, Дэдшот и Виктор Зсасз. Первый выпуск появился 12 ноября 2008 года с тремя разными обложками: двумя от Адама Куберта и одной от Билла Сенкевича.

## Сюжет

### Выпуск №1
Серия начинается с того, что Дэдшот пробирается в Аркхэм с намерением убить Джокера. Его останавливает некто в маске, повторяющий окружающие звуки и выстреливает киллеру прямо в голову. Затем он освобождает Джокера и вручает ему кейс с деньгами, тот решает устроить погром в Готэме, чтобы выманить Бэтмена — его настоящую цель. Джокер использует деньги, полученные от Ономатопеи, чтобы напасть на Макси Зевса, который превратил яд Джокера в дизайнерский наркотик. После схватки с Зсазом Бэтмен встречается с комиссаром Гордоном в Аркхэме, чтобы расследовать последний побег Джокера. Дэдшот выжил, сфальсифицировав свою смерть с помощью пуленепробиваемого шлема с двойными стенками и пакета с имитацией крови между ними, чтобы голова выглядела простреленной. Бэтмен сталкивается с Джокером и Ономатопеей, после чего понимает, что Ономатопея охотится на героев, не имеющих суперспособностей, и он — следующая цель Ономатопеи.

## Критика
В обзоре на IGN похвалили хороший сценарий, но критиковали непристойный юмор. Было отмечено, что злодеи в центре внимания, а Бэтмен был назван "слишком многословным". Оценка выпуска — 8.3 из 10.

## Отсылки к другим произведениям
- Охранник Макси Зевса обсуждают мифологические неточности в фильме Битва титанов (1981), в частности, то, что в фильме о древнегреческой мифологии используется кракен — чудовище из скандинавских мифов.
- Во время финальной схватки Бэтмена с Ономатопеей Джокер говорит, что сцена выглядит как конец «Смертельного оружия» и что Бэтмен — Гловер, Ономатопея — Мел, а он сам — Бьюзи.
- Упоминаются события комикса «Batman: A Death in the Family», в котором Джокер убил Джейсона Тодда.
- Есть отсылка на комикс «Batman: The Killing Joke», в котором Джокер ранил Барбару Гордон и психологически пытал комиссара Гордона.